# Mini-DVI
Le connecteur Mini-DVI est utilisé principalement sur les ordinateurs Apple, comme une alternative numérique à l'ancien connecteur Mini-VGA. On le trouve sur le PowerBook G4 12", le iMac à base de processeur Intel, le Mac Mini et les anciens MacBook.
Ce connecteur est donc principalement utilisé sur des ordinateurs portables dans un souci de gain d'espace.
Les connecteurs Mini-DVI sont utilisés - comme le connecteur DVI standard - pour la transmission de signaux analogiques et numériques, ce qui permet l'utilisation d'adaptateurs vers des prises DVI, VGA ou TV détectées par EDID (Extended Display Identification Data) via DDC (Display Data Channel).
Physiquement, les connecteurs ressemblent aux Mini-VGA, mais ils possèdent quatre rangées de broches au lieu de deux.

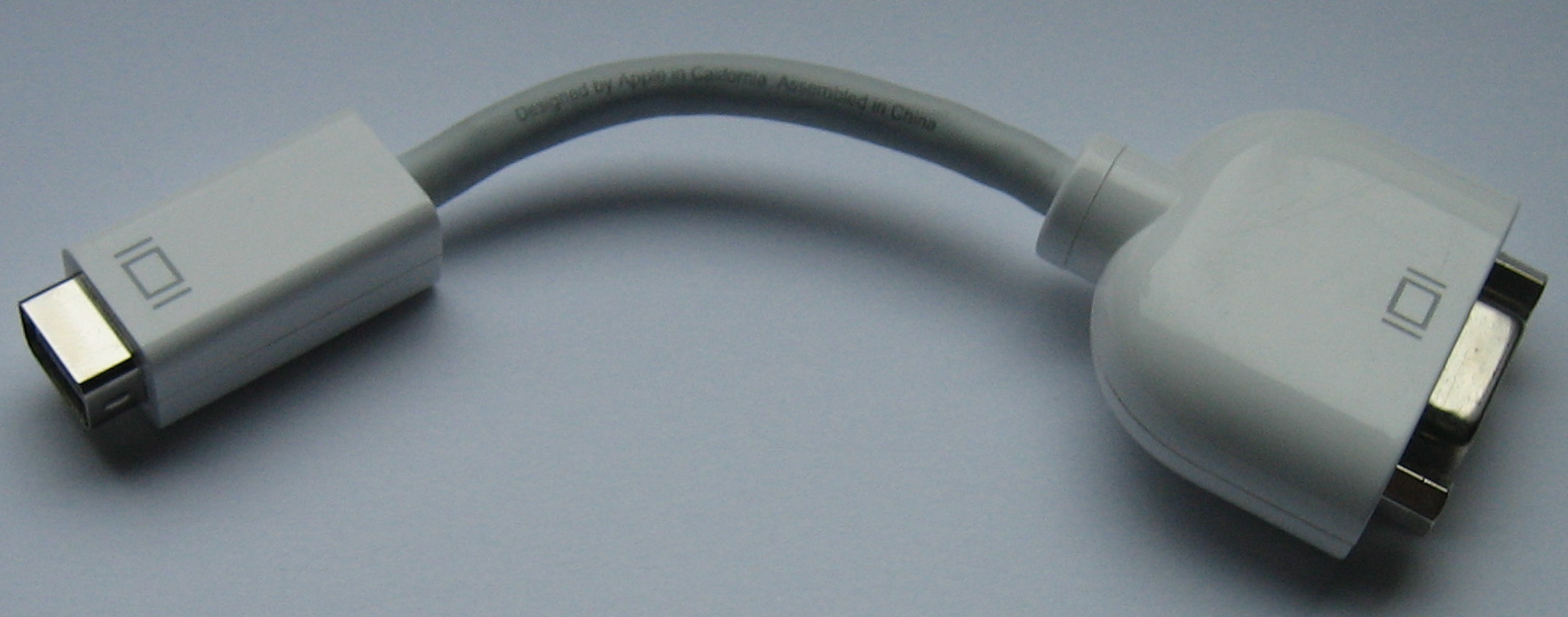
Un adaptateur Mini-DVI - VGA Apple

## Critiques
Le câble Mini-DVI vers DVI-D d'Apple ne transmet pas le signal analogique venant du port mini-DVI d'un ordinateur Apple. Cela signifie qu'il n'est pas possible d'utiliser ce câble avec un adaptateur DVI vers VGA peu onéreux pour avoir une sortie VGA ; le câble mini-DVI vers VGA d'Apple doit être utilisé à la place,.

## Compatibilité
Comme le mini-DVI est compatible avec le DVI, il supporte le DVI et le VGA via un adaptateur.